# Merkur (Schiff, 1847)
Die Merkur  war ein 1845 in Dienst gestelltes Glattdeckdampfschiff der Lindauer Dampfboot AG mit Heimathafen Lindau.

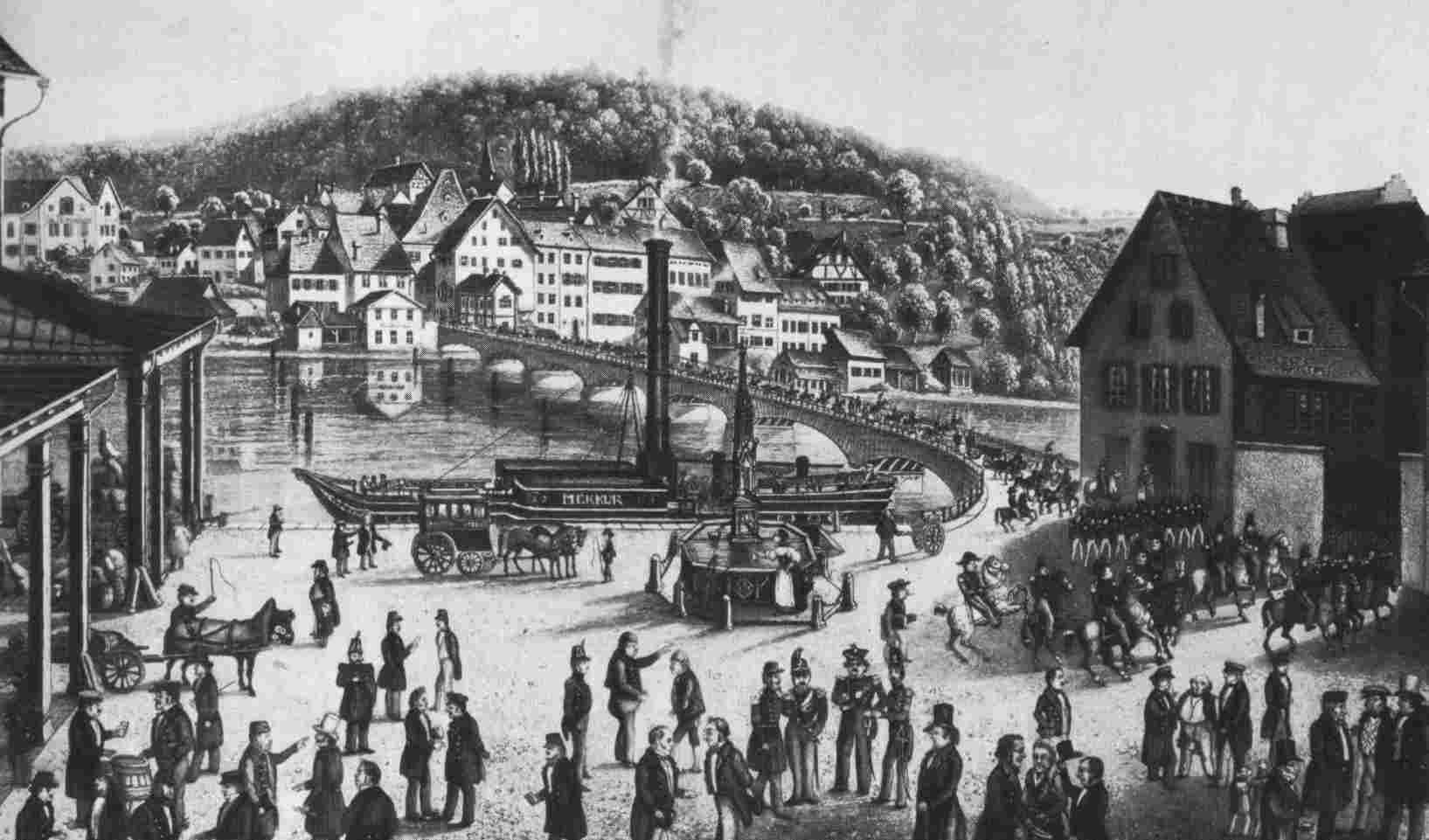
Der Glattdeckdampfer Merkur bei der Rheinbrücke Schaffhausen 1849

Die schmale Merkur wurde oft für die Fahrten von Lindau nach Schaffhausen eingesetzt. 1882 wurde sie außer Dienst gestellt. Sie sollte zunächst umgebaut werden, was aber nicht geschah, und wurde nach Indienststellung des SD Rupprecht 1890 abgebrochen.